# Run phi Secret Love
Run phi Secret Love (รุ่นพี่ Secret Love, lett. Secret Love maggiore; conosciuta comunemente come Senior Secret Love o semplicemente Secret Love) è una serie televisiva thailandese prodotta da GMMTV e trasmessa su One31 dal 7 febbraio 2016 al 6 maggio 2017. Concepita inizialmente come unica stagione composta da gruppi di episodi autoconclusivi ("My Lil Boy", "Puppy Honey" e "Bake Me Love"), è stata successivamente creata una seconda stagione per dare un prosieguo ad alcune delle trame (gruppi di episodi "My Lil Boy 2" e "Puppy Honey 2"). La serie è stata distribuita anche su Line TV e YouTube.

## Trama

### Prima stagione

#### My Lil Boy
Belle è conosciuta per la sua bellezza in tutta la scuola ed è sempre riuscita a conquistare il ragazzo di cui era innamorata. Il suo fascino, però, sembra non funzionare sullo studente più giovane S, per cui ha una cotta. Determinata a conquistarlo, Belle chiede l'aiuto delle sue due migliori amiche.

#### Puppy Honey
Per evitare di far chiudere il loro club universitario di accudimento di cani e gatti randagi, Porsche e il suo migliore amico Pick provano a reclutare due studenti del primo anno: Emma, che dovrebbe far cambiare idea al preside essendo sua nipote, e il suo amico Rome.

#### Bake Me Love
Mielle, una baking blogger, si innamora a prima vista di Kim, ma i suoi sentimenti per lui cambiano quando questi insulta le sue capacità culinarie e le dice che non dovrebbe avere un blog di torte visto che non sa chiaramente cucinare. Per vendicarsi, Mielle rovina l'appuntamento di Kim con la sua ex ragazza Lita, ancora innamorata di lui. Le cose si complicano quando Mielle scopre che Kim è il suo nuovo vicino di casa e tra i due accidentalmente scappa un bacio.

### Seconda stagione

#### My Lil Boy 2
Belle si sta godendo la vita da studentessa del primo anno dell'università, mentre S è ancora al liceo. Ora però che le attenzioni di Belle verso di lui sembrano essere diminuite, S realizza di provare dei sentimenti per la ragazza. Ora sarà S a cercare di riconquistare Belle, cercando di fare del suo meglio per vincere il suo cuore, anche se non è semplice.

#### Puppy Honey 2
È passato qualche mese dagli eventi di Puppy Honey, e Porsche è andato a fare tirocinio presso un ospedale veterinario nelle campagne, lasciando Emma da sola a Bangkok; la lontananza tra i due mina seriamente il loro rapporto e l'arrivo di nuovi interessi amorosi per entrambi, Night e Friend, lo porta definitivamente alla rottura. Rome e Pick invece sono più vicini, ma quest'ultimo ancora non ha ancora realizzato del tutto di essere innamorato di un ragazzo; comincerà a riflettere seriamente sulla situazione quando capisce che anche Din, ex membro del loro club, ha dei sentimenti per Rome.

## Personaggi e interpreti

### My Lil BoyeMy Lil Boy 2

#### Principali
- S, interpretato da Korapat Kirdpan "Nanon".
Uno studente delle superiori, serio e studioso. Belle si innamorerà di lui e cercherà in tutti i modi di conquistarlo.
- Belle, interpretata da Kanyawee Songmuang "Thanaerng".
Una studentessa dell'ultimo anno delle superiori nella prima stagione e dell'università nella seconda stagione. È innamorata di S ma capirà che il ragazzo non prova interesse per lei.

#### Ricorrenti
- Pe (solo guest in My Lil Boy 2), interpretato da Nawat Phumphothingam "White".
L'ex-fidanzato di Belle, che non riesce a superare.
- Pang, interpretata da Praveena Pranavarooban "Mildy".
Una delle migliori amiche di Belle.
- Taewin, interpretato da Ingkarat Damrongsakkul "Ryu".
Il migliore amico di S, innamorato di Pang.
- Boss (solo My Lil Boy 2), interpretato da Jirakit Kuariyakul "Toptap".
- Toy (solo My Lil Boy 2), interpretato da Wachirawit Ruangwiwat "Chimon".
- Mayrin (solo My Lil Boy 2), interpretata da Nara Thepnupa.

### Puppy HoneyePuppy Honey 2

#### Principali
- Porsche, interpretato da Vorakorn Sirisorn "Kang".
Uno studente di veterinaria, gestisce un club per cani e gatti randagi che rischia di essere chiuso.
- Emma, interpretata da Nachjaree Horvejkul "Cherreen".
Una ragazza spaventata dai cani a causa di un trauma subito da bambina.
- Pick/Pik, interpretato da Jumpol Adulkittiporn "Off".
Il migliore amico di Porsche, inizierà a provare dei sentimenti per Rome.
- Rome, interpretato da Atthaphan Phunsawat "Gun".
Il migliore amico di Emma, inizierà a provare dei sentimenti per Pick.

#### Ricorrenti
- Ping (solo Puppy Honey), interpretata da Phakjira Kanrattanasood "Nanan".
Dottoressa nella clinica veterinaria che Porsche e Pick frequentano.
- Eau/O, interpretato da Phurikulkrit Chusakdiskulwibul "Amp".
Il fratello di Emma, che non sopporta Porsche.
- Din, interpretato da Harit Cheewagaroon "Sing".
Ragazzo innamorato di Rome.
- Night (solo Puppy Honey 2), interpretato da Perawat Sangpotirat "Krist".
Amico di Eau, cercherà di conquistare Emma durante l'assenza di Porsche.
- Friend (solo Puppy Honey 2), interpretata da Tipnaree Weerawatnodom "Namtan".
Studentessa dell'università che frequenta spesso il centro veterinario dove Porsche fa lo stage.

### Bake Me Love

#### Principali

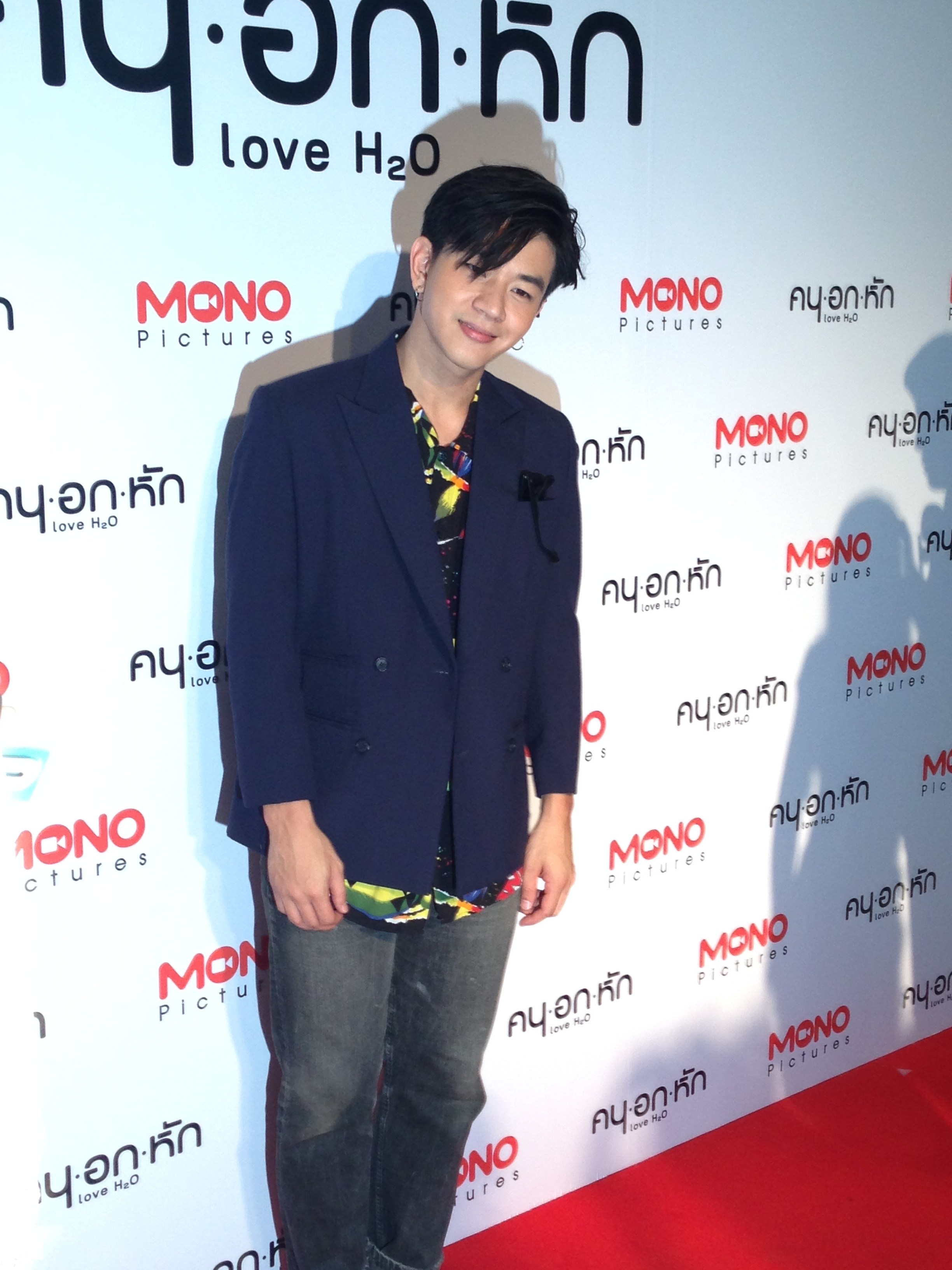
Toni Rakkaen

- Kim, interpretato da Toni Rakkaen.
Manager dell'hotel dove si trova la pasticceria di Mielle.
- Mielle, interpretato da Sakonrat Woraurai "Four".
Una blogger di pasticceria che gestisce anche un negozio.

#### Ricorrenti
- San, interpretato da Weerayut Chansook "Arm".
Un ragazzo innamorato di Mielle.
- Ake, interpretato da Krittanai Arsalprakit "Nammon".
Ragazzo che lavora nella pasticceria di Mielle.
- Lita, interpretata da Krinchai Oranicha "Proud".
L'ex-fidanzata di Kim.
- Rose, interpretato da Leo Saussay.
Migliore amico di Mielle.

## Episodi
| Stagione         | Episodi | Prima TV  |
| ---------------- | ------- | --------- |
| Prima stagione   | 18      | 2016      |
| Seconda stagione | 16      | 2016-2017 |

## Spin-off
La coppia formata da Pick e Rome ha lei dedicato il 1º episodio della miniserie Our Skyy.